# Лесисько (Томашовський повіт)
Лесисько (пол. Lesisko) — село в Польщі, у гміні Желехлінек Томашовського повіту Лодзинського воєводства.
Населення — 137 осіб (2011).
У 1975-1998 роках село належало до Пйотрковського воєводства.

## Демографія
Демографічна структура станом на 31 березня 2011 року:
|          | Загалом | Допрацездатний вік | Працездатний вік | Постпрацездатний вік |
| -------- | ------- | ------------------ | ---------------- | -------------------- |
| Чоловіки | 62      | 9                  | 42               | 11                   |
| Жінки    | 75      | 13                 | 37               | 25                   |
| Разом    | 137     | 22                 | 79               | 36                   |